# 江幡高志
江幡 高志（えばた たかし、1928年12月15日 - ）は、日本の俳優。愛称は「エバタン」。
東京都出身（京都府説あり）。劇団新人会、新劇場、中里事務所、エヌ・エー・シーを経て、北斗七星プロジェクト所属。

## 来歴・人物
明治学院大学経済学部中退。石井漠舞踊研究所卒業。1951年劇団俳優座の3期生出身。同期には愛川欽也、楠侑子、穂積隆信、塚本信夫、渥美国泰らがいる。1955年に劇団新人会に入団後、1967年に新劇場の創立に参加。
1952年、東映の『泣虫記者』で映画デビュー。デビュー時は江波多寛児という芸名で、70年代初頭は江波多寛志名義での出演作もある。
時代劇・現代劇問わず「小悪党の代名詞」として多数の作品に出演した（バラエティー番組に川合伸旺、八名信夫らと出演した際には「この人達は最後に主役に斬られて目立つからいいけど、自分はその前にこの人達に殺されてしまう」と笑って語っていた）。
その一方で、気のいい善人役を演じることもある。いずれにしても小悪党か小市民を長らく演じてきたが、『不思議少女ナイルなトトメス』のゲストでは総理大臣を演じた。 
トーク番組が苦手なため、オファーがあっても断っていたが、『徹子の部屋』からのオファーがあった際には「（テレビ黎明期からよく知る）徹子さんの番組なら……」と快諾。
2001年3月14日には『笑っていいとも!』内のテレフォンショッキングにゲスト出演した（榎木兵衛からの紹介）。
趣味は読書。

## 出演作品

### 映画
- 市川馬五郎一座顛末記 浮草日記（1955年、俳優座）
- 雨情（1957年、東宝）
- 裸の町（1957年、東宝） - 手代・山瀬
- 無鉄砲大将（1961年、日活） - 坂崎
- 散弾銃の男（1961年、日活） - 鎌
- 追跡（1961年、日活） - 鍋山
- メキシコ無宿（1962年、日活） - パンドラ
- 江戸忍法帖 七つの影（1963年、東映） - 寝覚 幻五郎
- 五瓣の椿（1964年、松竹）
- 素敵な今晩わ（1965年、松竹）
- 日本暗黒街（1966年、東映）
- 兄弟仁義 関東兄貴分（1967年、東映）
- 三人の博徒（1967年、東映）
- さそり (1967年、松竹)
- 人間魚雷 あゝ回天特別攻撃隊（1968年、東映） - 吉岡健一
- 極道（1968年、東映）
- 待っていた極道（1969年、東映）
- 続・男はつらいよ（1969年、松竹）
- どですかでん（1970年、東宝）
- 蝦夷館の決闘 (1970年)
- 修羅（1971年、ATG）
- おくさまは18才 新婚教室（1971年、東宝）
- 傷だらけの人生 古い奴でござんす（1972年、東映）
- 子連れ狼 三途の川の乳母車（1972年、勝プロ / 東宝）
- 新網走番外地 嵐呼ぶダンプ仁義（1972年、東映）
- まむしの兄弟 刑務所暮し四年半（1973年、東映）
- 桜の代紋（1973年、勝プロ / 東宝） - 江川刑事
- ルパン三世 念力珍作戦（1974年、東宝） - 遠山
- サンダカン八番娼館 望郷（1974年、東宝） - 村田
- 強盗放火殺人囚（1975年、東映） - 中西
- 天保水滸伝 大原幽学（1976年、富士） - 摘木の仙吉
- 新仁義なき戦い 組長最後の日（1976年、東映） - 杉本刑事
- 愉快な極道（1976年、東映） - 川村善吉
- あゝ野麦峠（1979年、東宝） - 丸正の検番
- ニッポン警視庁の恥といわれた二人 刑事珍道中（1980年、東映） - 近藤主任
- 影武者（1980年、東宝） - 托鉢僧
- 日本の熱い日々 謀殺・下山事件（1981年、松竹） - 酒井運転手
- 序の舞（1984年、東映） - 薬屋の老人
- ゴジラ（1984年、東宝） - 第五八幡丸船長[5]
- さらば箱舟（1984年、ATG） - 木村弁護士
- 童貞物語（1986年、東映） - 佐野雄吉
- イタズ 熊（1987年、東映） - 抗夫A
- 座頭市（1989年、松竹） - 源太
- 危ない話 第二話「奴らは今夜もやってきた」（1989年、CBSソニーグループ） - 浮浪者
- 今日から俺は!!（1994年、東映）
- タオの月（1997年、松竹） - エバタ
- BLOOD 狼血（1999年、日活） - 塾講師
- 共犯者（1999年、東映） - 蕎麦屋の主人
- みんなのいえ（2001年、東宝） - 佐野
- 金融破滅ニッポン 桃源郷の人々（2002年、大映） - 桜井
- 救いたい（2014年、AMGエンタテインメント）

など

### テレビドラマ
- お気に召すまま 第8話「生活の知恵」（1962年、NET）
- テレビ指定席 / 海の畑（1963年、NHK）
- 大河ドラマ
  - 赤穂浪士（1964年） - 治助
  - 太閤記（1965年） - 長井半之丞
  - 八代将軍吉宗（1995年） - 成島道筑
  - 新選組!（2004年） - ひも爺
- ザ・ガードマン
  - 第4話「赤いエレベーター」（1965年）
  - 第16話「ガードマンを罠にかけろ」（1965年）
  - 第22話「地上21階の襲撃」（1965年）
  - 第40話「結婚と微笑」（1966年）
  - 第57話「危険を買う男」（1966年）
  - 第73話「挑戦」（1966年）
  - 第80話「罠には罠を」（1966年）
  - 第220話「宝石自動車ダイナミック襲撃」（1969年）
  - 第227話「怪談・霧の夜は殺人鬼が笑う」（1969年）
  - 第233話「殺人ガスの恐怖が降ってくる」（1969年）
  - 第252話「俺の女房は悪魔のお使い」（1970年）
  - 第267話「幽霊船死の海を行く」（1970年）
  - 第275話「60才の花嫁・残酷物語」（1970年）
  - 第312話「女と男のズッコケ自動車レース」（1971年）
  - 第321話「結婚式から逃げた花嫁」（1971年）
  - 第327話「ショック! 雨の夜は死人が舞う」（1971年）
  - 第344話「煙突の上で無理心中したヌードの美女」（1971年）
  - 第347話「すごーい奥さんの飛行機爆破作戦」（1971年）
- 新隠密剣士（1965年）
- 甲州遊侠伝 俺はども安 第7話「金十両」（1965年）
- ウルトラシリーズ
  - ウルトラQ 第20話「海底原人ラゴン」（1966年） - 立花
  - ウルトラマンレオ 第43話「恐怖の円盤生物シリーズ! 挑戦! 吸血円盤の恐怖」（1975年） - 城北署刑事
- 三匹の侍
  - 第4シリーズ 第7話「刺客」（1966年） - 八五郎
  - 第5シリーズ 
    - 第10話「白疾風」（1967年） - 勘八
    - 第14話「空っ風野郎」（1968年） - 丑松
- 銭形平次
  - 第54話「おんな牢」（1967年） - 猪松
  - 第262話「黄金の罠」（1971年） - 六蔵
  - 第375話「黄金の牙」（1973年） - 半次
  - 第403話「八五郎病中記」（1974年） - 用人・伴内
  - 第479話「ある愛の終り」（1975年） - 権三
  - 第504話「闇に立つ虚無僧」（1976年） - 伊平
  - 第591話「疾風のおはる」（1977年） - 源七
  - 第642話「こころの叫び」（1978年） - 仙吉
  - 第759話「浮世がからんだ一番富」（1981年） - 弥助
  - 第773話「めぐり逢ったふたり」（1981年） - 久六
  - 第839話「片隅の殺意」（1983年） - 丸屋
  - 第849話「密告者」（1983年） - 仁兵ヱ
  - 第886話「悲しき嘘」（1984年）
- 渥美清の泣いてたまるか 第1話「ラッパの善さん」（1966年） - 集金人
- 素浪人 月影兵庫 第2シリーズ 第24話「花太鼓が鳴っていた」（1967年） - 太鼓松
- ローンウルフ 一匹狼 第14話「拳銃のバラード」（1968年）
- キイハンター
  - 第10話「雲の上の死刑台」（1968年）
  - 第25話「現金を怖がる泥棒」（1968年）
  - 第57話「脱走（とんずら）行進曲」（1969年）
  - 第66話「本日開店怪盗ルパン」（1969年）
  - 第70話「殺人部隊荒野を行く」（1969年）
  - 第80話「暗闇でドッキリ大作戦」（1969年） - 広野
  - 第99話「ガイ骨はスキーがお上手」 (1970年)
- おやじ太鼓 第33話（1968年、TBS） - 蕎麦屋の客
- 37階の男 第11話「美女は二度たずねる」（1968年）
- 素浪人 花山大吉 第49話「オケラが三匹揃っていた」（1969年）
- プレイガールシリーズ
  - プレイガール
    - 第47話「死骸にかたくくちづけを」（1970年） - 労務者 ※江波多寛児 名義
    - 第53話「勢揃い温泉芸者」（1970年） - 野中 ※江波多寛児 名義
    - 第80話「女をひと皮むいた時」（1970年） - 金丸 ※江波多寛児 名義
    - 第84話「新幹線殺人事件」（1970年） - 新幹線の乗客 ※江波多寛児 名義
    - 第101話「男殺しの二匹の牝犬」 (1971年)  - 松五郎 ※江波多寛児 名義
    - 第128話「女は懺悔か衝撃の告白」 (1971年)  - 林 ※江波多寛児 名義
    - 第197話「死んでも離さぬ熱い肌」（1973年） - 並木 ※江波多寛児 名義
    - 第210話「全裸の美女は朝狙え!」（1973年） - 佐田
    - 第247話「私の足は左きき」（1973年） - 西原
    - 第282話「女の腕だめし」（1974年） - 昆坊

  - プレイガールQ 第52話「可愛い裸を狙い撃ち!!」（1975年） - 北川
- 火曜日の女 / 蒼いけものたち（1970年） - 畑野 ※江波多寛児 名義
- 鬼平犯科帳（八代目松本幸四郎版）（NET / 東宝）
  - 第1シリーズ 第38話「敵（かたき）」（1970年） - 富治 ※江波多寛児 名義
  - 第2シリーズ 第8話、第9話「兇剣（前編、後編）」（1971年） - 牛滝の紋次 ※江波多寛児 名義
- 遠山の金さん捕物帳 （NET / 東映）※江波多寛児 名義
  - 第16話「それを知った女」（1970年） - 弥太
  - 第53話「仕掛花火に泣く女」（1971年） - 不知火の伝次
  - 第72話「花の街に居残った男」（1971年） - 喜助
  - 第80話「夢を見た男」（1972年） - 松吉
  - 第108話「煮え湯を飲んだ男」（1972年） - 柴助
- さむらい飛脚 第1話「鬼の走る道」（1971年、NET / 東映）
- 特別機動捜査隊 （NET / 東映）
  - 第482話「炎の雪山」（1971年） - 沢木
  - 第623話「ある夜の出来ごと」（1973年） - 杉江
  - 第755話「甘えるな英太」（1976年） - 布施作之助
  - 第778話「天使の乳房に泣く」（1976年） - 田所久三
- 大岡越前
  - 第2部 第4話「恋文騒動」（1971年6月7日） - 清太 ※江波多寛児 名義
  - 第3部 第7話「血を吸う宝石」（1972年7月24日） - 弥太吉 ※江波多寛児 名義
  - 第4部 第12話「暗闇八百八町」（1974年12月23日） - てっぺん東助
  - 第5部（1978年）
    - 第2話「すり替えられた薬」 - 岩松
    - 第21話「犬に咬まれたドジな奴」 - 市松

  - 第6部 第29話「過去を消した男」（1982年9月20日） - 丹治
  - 第10部 第18話「志保が試した麻酔薬」（1988年6月27日） - 六助
  - 第13部 第10話「女を喰った非道医者」（1993年1月18日） - 寅松
  - 第14部 第23話「冤罪晴らす大芝居」（1996年11月25日） - 銀蔵
- 江戸巷談 花の日本橋 第1回「髪結いおしま捕物帖」、第2回「髪結いおしま捕物帖 謎の銀かんざし」（1971年、KTV / 東映） - 弥助※江波多寛児 名義
- 時間ですよ 第2シリーズ（1972年） - 酔客 ※江波多寛児 名義
- お祭り銀次捕物帳 第1話「出発の歌」（1972年） - 半三
- 必殺シリーズ（ABC / 松竹）
  - 必殺仕掛人 第9話「地獄極楽紙ひとえ」（1972年） - 折助三次
  - 必殺仕置人 第4話「人間のクズやお払い」（1973年） - 留造
  - 助け人走る
    - 第7話「営業大妨害」（1973年） - 地回り富造
    - 第29話「地獄大搾取」（1974年） - 鉄五郎

  - 暗闇仕留人 第13話「自滅して候」（1974年） - 弥八
  - 必殺仕置屋稼業 第3話「一筆啓上紐が見えた」（1975年） - 富蔵
  - 必殺仕業人 第25話「あんたこの毒手をどう思う」（1976年） - 仙八
  - 必殺からくり人・血風編 第3話「怒りが火を吹く紅い銃口」（1976年） - 源三
  - 新・必殺仕置人
    - 第13話「休診無用」（1977年） - 舟渡の銀蔵
    - 第39話「流行無用」（1977年） - 藤五郎

  - 新・必殺からくり人 第12話「東海道五十三次殺し旅 -大津-」（1978年） - 捨吉
  - 江戸プロフェッショナル 必殺商売人（1978年）
    - 第9話「非行の黒い館は蟻地獄」 - 虎河豚の権次
    - 第18話「殺られた主水は夢ん中」 - 棺桶屋多平

  - 必殺からくり人・富嶽百景殺し旅 第8話「甲州犬目峠」（1978年） - 黄金屋幸兵衛
  - 翔べ! 必殺うらごろし 第15話「馬が喋べった! あんた信じるか」（1979年） - 赤谷の辰造
  - 必殺仕事人
    - 第7話「主水をあやつるバチの音は誰か」（1979年） - 蝮の吉兵ヱ
    - 第66話「描き技 絵筆逆手屏風突き」（1980年） - 蔦屋重兵衛

  - 新・必殺仕事人 第32話「主水安心する」｛1981年） - 横目の勘次
  - 必殺仕事人III 第33話「囮になったのはおりく」（1983年） - 民蔵
  - 必殺仕事人IV 第24話「秀 空中で闘う」（1984年） - 権助
  - 必殺仕切人 第15話「もしも珍発明展が開かれたら」（1984年） - 吾平
  - 必殺仕事人V・激闘編 第8話「初夢千両殺し」（1986年） - 虎五郎
  - 必殺まっしぐら! 第2話「相手は京の欲ボケ貴族」（1986年） - 竹屋道久
- 隼人が来る 第8話「帰って来た無法者」（1972年） - 新三
- 水戸黄門
  - 第3部 第21話「母恋巡礼 -岩国-」 - 銀次 ※ 江波多寛児名義
  - 第4部 第7話「消えた雛人形 -新発田-」（1973年3月5日） - 文太 ※ 江波多寛児名義
  - 第6部 第28話「めぐり逢い -鎌倉-」（1975年10月6日） - 辰造
  - 第7部 第5話「何の因果で若旦那 -花巻-」（1976年6月21日） - 千太
  - 第8部 第17話「鹿が知ってた悪い奴 -奈良-」（1977年11月7日） - 馬見の源次
  - 第10部 第19話「恋しきひとの琴 -犬山-」（1979年12月17日） - 鉄
  - 第15部 第20話「謎が渦巻く陰謀の宿 -米子-」（1985年6月10日） - 藤次
  - 第16部 第8話「仇討ち焼蛤幽霊旅籠 -桑名-」（1986年6月16日） - 吾平
  - 第18部 第14話「泣き笑い助太刀志願 -小浜-」（1988年12月12日） - 左吾平
  - 第19部 第7話「人買い光右衛門 -尾花沢-」（1989年11月6日） - 市兵衛
  - 第20部
    - 第7話「怨みを買った女医師 -桑名-」（1990年12月17日） - 寅吉
    - 第28話「孤剣に秘めた悲願 -松江-」（1991年5月20日） - 左吾平

  - 第22部 第18話「娘が綺麗になる方法 -島原-」（1993年9月13日） - 丑松
  - 第24部 第22話「冤罪晴らす復讐の刃 -敦賀-」（1996年2月19日） - 留次
  - 第25部 第26話「瞼の父は風車 -飯田-」（1997年6月23日） - 蔦屋
  - 第39部 第15話「ホラ吹き娘の親孝行! -高千穂-」（2009年2月2日） - 嘉助
  - 第42部 第6話「助さんに見た父の面影 -富山-」（2010年11月15日） - 茶店の親父
- 長谷川伸シリーズ 第24話「刺青奇偶」（1973年、NET / 東映）
- 素浪人 天下太平 第22話「日暮れの道は遠い道」（1973年、NET / 東映） - 辰
- 太陽にほえろ! (NTV)
  - 第56話「その灯を消すな!」（1973年） - 浮浪者
  - 第91話「おれは刑事だ!」（1974年） - スリの源三
  - 第166話「噂」（1975年） - 安田
  - 第212話「情報」（1976年） - 玉川（競艇場の情報屋）
  - 第278話「刑事嫌い」（1977年） - 古田有三
  - 第459話「サギ師入門」（1981年） - 犬山（アパート管理人）
  - 第475話「さらば! スニーカー」（1981年） - 中華服の情報屋
  - 第525話「石塚刑事殉職」（1982年） - 南郷開発工員
  - 第639話「春なのに……」（1985年） - 高架下の目撃者
  - 第698話「淋しさの向こう側」（1986年） - 宮本
- 非情のライセンス (NET / 東映)
  - 第1シリーズ 第24話「兇悪の回路」（1973年） - 時岡
  - 第2シリーズ
    - 第51話「優雅な兇悪」（1975年） - 吉岡英世
    - 第92話「兇悪の孤独」（1976年） - 土井
- どっこい大作 第35話「ウソかマコトか? パンで勝負だ!!」（1973年） - 植村三郎
- アイフル大作戦 （1973年）
  - 第6話「キャーッ!空から死体と札束が」
  - 第23話「純金のポンコツ自動車レース!」
- 唖侍鬼一法眼 第10話「吠えた峠の女心」（1973年、NTV / 勝プロ）- 向井左衛門
- 女・その愛のシリーズ 第3話、第4話「瀧の白糸」（1973年） - 座長・源太
- ご存知遠山の金さん （NET / 東映）
  - 第7話「星はきれいか悲しいか」（1973年）
  - 第44話「地獄の死者も金次第」（1974年） - 作次
- 唖侍鬼一法眼 第10話「吠えた峠の女心」（1973年） - 向井左衛門
- いただき勘兵衛 旅を行く 第11話「天も許さぬ奴だとさ」（1973年） - 岡造
- 狼・無頼控 第2話「女狩り秘聞」（1973年） - 三崎の勘三
- 伝七捕物帳 （NTV / ユニオン映画）
  - 第13話「消えた姫君」（1974年） - 竜安
  - 第47話「情にかける女の意気地」（1974年） - 鍵屋
  - 第107話「裏通りの鼠たち」（1976年） - 政五郎
  - 第154話「狙われた赤ン坊」（1976年） - 伴内
- 荒野の素浪人 第2シリーズ 第13話「帰らざる宿」（1974年） - 政五郎
- 江戸を斬る
  - 江戸を斬る 梓右近隠密帳 第22話「闇のなかの狼」（1974年） - 銀三
  - 江戸を斬るII
    - 第6話「濡れ鼠河内山宗春」（1975年） - 丑松
    - 第19話「桜吹雪が闇に舞う」（1976年） - 早乗り三次

  - 江戸を斬るIV 第19話「狙われた死神」（1979年） - 甚八
  - 江戸を斬るV 第21話「姿なき脅迫者」（1980年） - 与八
  - 江戸を斬るVI 第21話「十手で物言う悪い奴」（1981年） - 銀三
  - 江戸を斬るVII 第25話「願い叶えた千両富」（1987年） - とんびの熊
  - 江戸を斬るVIII 第11話「命を賭けた御用旅」（1994年） - 目明し・団平
- ぶらり信兵衛 道場破り 第38話「ガマの油」（1974年） - 長兵ヱ
- 白い滑走路（1974年） - ヤン
- おしどり右京捕物車（1974年）
  - 第7話「忍」 - 金方役
  - 第24話「轟」 - 伊勢勝
- 大江戸捜査網
  - 第145話「無宿者仁義」（1974年） - 仁助
  - 第227話「殺しの烙印を消せ」（1976年） - 岡っ引き・伝次
  - 第298話「お化け屋敷に消えた美女」（1977年） - 三浦屋
  - 第351話「女義賊怒りの逆襲」（1978年） - 徳之市
  - 第362話「遊女が秘めた謎の暗殺」（1978年） - 相模屋番頭
  - 第406話「赤ん坊を狙う暗殺者」（1979年） - 弥八
  - 第441話「女隠密怒りの逆襲」（1980年） - 座長
  - 第471話「天下を狙う闇将軍」（1980年） - 半兵衛の配下
  - 第493話「荒海を斬る隠密同心」（1981年）
  - 第516話「意地悪婆さん、危機一髪」（1981年） - 神の市
  - 第550話「金貸し座頭 秘薬責めの罠」（1982年） - 徳の市
  - 第565話「妖艶やわ肌刺青針」（1982年） - 甚斉
  - 第604話「絶唱! 涙に濡れた女郎花」（1983年） - 桃造
  - 第630話「遊女流転! 津軽おんな恋唄」（1983年） - 勘兵衛
  - 第639話「振り袖 情炎ふたり旅」（1984年） - 嘉兵衛
  - 新 大江戸捜査網 第16話「父子星さすらい旅」（1984年） - 伊太八
  - 平成版
    - 第1シリーズ 第13話「新宿・地獄宿を潰せ!」（1991年）
    - 第2シリーズ 第23話「浮世絵は殺しの匂い」（1992年）
- 白い牙 第21話「裸の値段」（1974年）
- 座頭市物語 第3話「祥月命日いのちの鐘」（1974年）
- 斬り抜ける 第5話「女が命を燃やすとき」（1974年） - 甚吉
- 運命峠  第9話「南海の超濤剣」 - 第14話「春待つ大奥」（1974年 - 1975年） - 鬼面堂太郎
- けんか安兵衛 第6話「証文千両恩賞なし」（1975年）
- 仮面ライダーストロンガー 第7話「ライダー大逆転!!」（1975年） - ドライブインのオーナー
- 俺たちの勲章 第8話「愛を撃つ!」（1975年） - 山下町派出所巡査
- 賞金稼ぎ 第10話「プロファイターの掟」（1975年） - 海坊主の伝兵衛
- 剣と風と子守唄 第23話「鬼と虎の酒天国」（1975年） - 徳造
- 痛快!河内山宗俊
  - 第2話「ねりべい小路がひと肌ぬいだ」（1975年） - 藤川
  - 第17話「火と燃えよ恋のかよい路」（1976年） - 牢名主・六蔵
- 影同心II 第2話「つぼみで落ちた白い菊」（1975年） - 半次
- 新宿警察 第7話「帰らざる街」（1975年） - 情報屋
- はぐれ刑事 第5話「偽証」（1975年） - 玉井
- 夜明けの刑事 第55話「七年目に襲われた娘!!」（1976年）
- 十手無用 九丁堀事件帖 第17話「九丁堀危機一髪」（1976年） - 巳之吉
- 破れ傘刀舟 悪人狩り 第67話「初姿おんな鉄火纏」（1976年、NET / 三船プロ） - 富蔵
- 夫婦旅日記 さらば浪人 第1話「雨あがる」（1976年） - 松葉屋
- 子連れ狼 第3部 第4話「絹の雲」（1976年） - 根次
- 人魚亭異聞 無法街の素浪人 第7話「21発目の礼砲」（1976年） - 吉三
- 遠山の金さん（NET→ANB / 東映）※杉良太郎版
  - 第1シリーズ 第39話「松風聴いた母子草」（1976年） - 植木屋の留吉
  - 第2シリーズ 第24話「死を商う男」（1979年） - 虎造
- 刑事物語・星空に撃て! （1976年） - 出目海信
- 新・座頭市
  - 第1シリーズ 第3話「潮来の別れ花」（1976年） - 文五郎
  - 第2シリーズ 第17話「霜夜の女郎花」（1978年） - 女郎屋の主人
- 特捜最前線
  - 第5話「行方不明の愛」（1977年）
  - 第24話「金沢・さすらいの女ひとり」（1977年）
  - 第297話「手配書を破る女!」（1983年）
  - 第333話「一円玉の詩!」（1983年） - タクシー運転手
  - 第400話「父と子のエレジー!」（1985年）
  - 第417話「誘拐ルート・5時間の追跡!」（1985年）
  - 第437話「逆転推理・秋の花火のメッセージ!」（1985年）
  - 第467話「死体彷徨・水の殺人トリック!」（1986年）
- 桃太郎侍
  - 桃太郎侍（NTV）
    - 第38話「甘い言葉に罠がある」（1977年） - 伝兵ヱ
    - 第73話「十手と恋と初手柄」（1978年） - 般若政
    - 第107話「天狗が泣いた兄弟仁義」（1978年）- ボーフラ
    - 第163話「甘い餌には罠がある」（1979年） - 鉄五郎
    - 第197話「売れ残り志願」（1981年） - 甲州屋佐兵衛
    - 第234話「金の鯱鉾の女」（1981年） - 人魂の左紋次
    - 第247話「渡世の意地通します」（1981年） - 伊之吉

  - 桃太郎侍 「狙われた将軍の首 帰って来た桃太郎、小田原－江戸－日光で怒りの鬼退治!」（1992年、テレビ朝日）
- 横溝正史シリーズ / 獄門島（1977年） - 竹蔵
- 破れ奉行（1977年）
  - 第14話「河童のわび証文」 - 三太
  - 第29話「裏切りの暗黒街」 - 弥之吉
- 人形佐七捕物帳 第28話「護送し損ねた幸福」 (1977年)　- 留八
- 新・木枯し紋次郎 第9話「旅立ちは三日後に」（1977年） - 権田の重蔵
- 横溝正史シリーズII / 八つ墓村（1978年） - 工藤巡査
- 土曜ワイド劇場（テレビ朝日）
  - 大東京四谷怪談（1978年） - 小平
  - 松本清張の事故（1982年）
  - ドライバースクール殺人事件（1991年）
  - 終着駅シリーズ 人間の十字架（1996年） - 土産物屋店主
- 大空港
  - 第15話「新任警部登場・狂気のバス爆破!」（1978年） - 爆弾を設置する男
  - 第50話「ギャング対特捜部 現金輸送車ジャック!」（1979年） - 金田（拳銃製造職人）
- 同心部屋御用帳 江戸の旋風（CX）
  - 江戸の旋風 第35話「勘弁ならねえ!」（1975年）
  - 江戸の旋風II 第20話「がんばれ!左内」（1976年）
  - 江戸の旋風III 第27話「浪人狩り」（1977年）
  - 江戸の旋風IV 第1話「風と太鼓と風来坊」（1978年） - 音吉
- Gメンシリーズ
  - Gメン'75
    - 第179話「警察署長室ジャック」（1978年） - 新町交番にいた父親
    - 第189話「危機一髪! お年玉爆弾カメラ」（1979年） - カメラ泥棒

  - Gメン'82 第7話「指の無いサンタクロース」（1982年） - 目撃者
- 破れ新九郎 第8話「天保大地震」（1978年） - 放念
- ザ・スーパーガール 第3話「汚職メモ 裸の女の落し穴」（1979年） - 寺岡
- 熱中時代 教師編
  - 第1シリーズ 第21話「人情タコ焼き先生」（1979年） - タコ焼き屋の客
  - 第2シリーズ 第17話「祖父母会とボートレース」（1980年） - 文房具雑貨店主人
- 雲霧仁左衛門 第6話「裏切り者は消せ」他（1979年） - 利助
- 半七捕物帳 第22話（1979年） - 芝居小屋主人
- 俺たちは天使だ! 第20話「運が良ければ別れも愉し」（1979年） - クマ
- 噂の刑事トミーとマツ
  - 第1シリーズ
    - 第8話「きまった! トミーの投げ銭」（1979年） - 小鶴
    - 第34話「海だ、水着だ、ギャル一杯」（1980年）
    - 第59話「ドッキリ写真! 女の後ろに犯人が!!」（1981年） - 佐川良造

  - 第2シリーズ 第31話「死ね! かよわいギャルをだます奴」（1982年） - 大沢
- そば屋梅吉捕物帳 第12話「炎と燃える十手花」（1979年） - 榊主膳
- 新五捕物帳 （NTV）
  - 第60話「あしたを夢みて」（1979年） - 竹の市
  - 第126話「吹きっ溜りの女」（1980年）
  - 第151話「虫けらの詩」（1981年）
  - 第190話「甦った幸せ」（1982年）
- 長七郎天下ご免!
  - 第30話「命を担保（カタ）のバカ踊り」（1980年）- 卯之吉
  - 第105話「いのち再び夢鏡」（1982年）- 藤次
- 鬼平犯科帳'80
  - 第1シリーズ 第19話「老盗の夢」（1980年） - 座頭・照の市
  - 第2シリーズ （1981年）
    - 第14話「埋蔵金千両」
    - 第26話「用心棒」

  - 第3シリーズ（1982年）
    - 第11話「白い粉」
    - 第20話「市松小僧」- 重右衛門
- 旅がらす事件帖 第2話「明日は何処のみだれ雲」（1980年） - 浅次
- 江戸の朝焼け 第4話「路地裏育ち」（1980年） - 砂村の大六
- 裸の大将放浪記 第4話「悪いことをすると虫になるので」（1981年） - 観客
- 柳生あばれ旅 第20話「壺振り女の恨み節 -四日市-」（1981年） - 若松屋三蔵
- ザ・ハングマン シリーズ
  - ザ・ハングマン 第24話「ハレンチ検事は被告席で泣け」（1981年）- 杉崎茂雄
  - 新ハングマン 第18話「服役者の妻を犯す警察署長」（1983年） - 山崎和利（城西署刑事）
  - ザ・ハングマン4 第13話「強盗ガードマンを人間パチンコではじく!」（1984年） - 平山（警備員）
  - ザ・ハングマンV 第3話「家庭教師の不倫がフォーカスされる!!」（1986年） - 町田洋三（興信所所長）
  - ザ・ハングマン6 第15話「さらば友よ! グッドラック!」（1987年） - 富田（元総会屋）
- 暴れん坊将軍
  - 吉宗評判記 暴れん坊将軍
    - 第3話「命の的の一番纏」（1978年） - 伝吉
    - 第29話「大江戸一のドジな陶摸」（1978年） - 久造
    - 第75話「失踪!加納五郎左衛門」（1979年） - 捨松
    - 第133話「聞いてちょ! 爺ちゃん若様評判記」（1980年） - 服部官兵衛
    - 第167話「提灯侍一番勝負!」（1981年） - 船若の鉄五郎

  - 暴れん坊将軍II
    - 第36話「危機一髪! 皆殺し砦」（1983年） - 和泉屋徳兵衛
    - 第48話「初午に燃えた江戸っ子神輿」（1984年） - 佐賀屋重蔵
    - 第94話「男一匹! 喧嘩富士」（1985年） - 石和の勘兵衛
    - 第122話「花のお江戸で嫁とるだ!」（1985年） - 六兵衛
    - 第184話「夜叉の涙はあかね色!」（1987年） - 勘兵衛

  - 暴れん坊将軍III
    - 第6話「紅蓮の炎に消えた恋」（1988年） - 仙蔵
    - 第49話「おいらの父は日本一!」（1989年） - 水口屋太平
    - 第87話「死んだ男を待つ女!」（1989年） - 武蔵屋伝兵衛

  - 暴れん坊将軍IV
    - 第14話「恋の細道、通りゃんせ!」（1991年） - 鮫州の嘉右衛門
    - 第44話「上様のとんだ剣客商売!」（1992年） - 但馬屋利平

  - 暴れん坊将軍V 第44話「春を呼んだ喧嘩そば!」（1994年） - 加納屋伝右衛門
  - 暴れん坊将軍VI 第22話「しっかり女房、降参する」（1995年） - 山城屋
- 江戸の用心棒 第1話「三人の命知らず」（1981年）
- 東映不思議コメディーシリーズ
  - ロボット8ちゃん
    - 第3話「僕は悪い子 怪ロボット」（1981年）
    - 第15話「出てこい出てこい宝物」（1982年） - 和尚

  - おもいっきり探偵団 覇悪怒組 第26話「宇宙からの使者」（1987年） - 宇宙人
  - じゃあまん探偵団 魔隣組 第12話「秘宝ゲルマンの血」（1988年） - ミスター珍
  - 美少女仮面ポワトリン 第44話「タクトの甘え」（1990年） - 木枯し童子
  - 不思議少女ナイルなトトメス 第44話「天然記念物の敵」（1991年） - 総理大臣
- 同心暁蘭之介 第7話「折り鶴が飛んだ」（1981年）
- 赤かぶ検事奮戦記II 第3話「趣味は泥棒」（1981年）
- 服部半蔵 影の軍団（KTV / 東映）
  - 影の軍団II 第13話「人妻は影におびえる!」（1981年）- 市助
  - 影の軍団III 第1話「二つの顔の男」（1982年）
- ポーラテレビ小説 / 女・かけこみ寺（1982年） - 時蔵
- 文吾捕物帳 第17話「哀れな女の夢」（1982年）
- 遠山の金さん (ANB) ※高橋英樹版
  - 第1シリーズ 第4話「奇々怪々! 二度死んだ女」（1982年）‐ 虎吉
  - 第2シリーズ 第8話「女渡世人・男勝りが玉に疵!」（1985年）- 源造
- 西部警察シリーズ
  - 西部警察 PART-II 第22話「大空の追跡」（1982年） - 吉松
  - 西部警察 PART-III 第8話「1983 西部署配属 五代純」（1983年） - 今福栄治
- 柳生十兵衛あばれ旅
  - 第2話「赤い糸車の女」（1982年） - 戸田屋嘉兵衛
  - 第21話「魔女御殿の怪」（1983年）
- 時代劇スペシャル （CX）
  - 新・御金蔵破り（1982年3月19日）
  - はぐれ狼（1982年6月25日）
  - 地獄の左門十手無頼帖 将軍暗殺（1983年1月21日） - 丑松
- 右門捕物帖 （NTV）
  - 第8話「高嶺の花おいらん騒動」（1983年）
  - 第27話「戻り橋の女」（1983年）
- おしん 第47 - 48話（1983年） - 勝次
- 眠狂四郎無頼控 第18話「なみだ旅 母を求める子守唄」（1983年） - 定斎屋
- 大奥 第29話「渚の体験」（1983年） - 熊五郎
- ザ・サスペンス 影の複合 妹よ…悲痛な兄の叫びに沈黙のビルが答える!（1983年）- 焼き鳥屋店主
- あいつと俺 第10話「霧の街の少女 -湯布院-」（1984年） ※制作は1980年
- 星雲仮面マシンマン 第18話「のっぺらぼうだ!」（1984年） - テッキュウ男
- 弐十手物語 第10話「女の甘い罠」（1984年）
- 流れ星佐吉 第17話「女賭博師大執念」（1984年）
- 火曜サスペンス劇場（日本テレビ）
  - 見えない橋 （1984年）
  - 非行少年「男と女の皮肉な再会!16年前の過去が少年を殺す」（1985年） - 浮浪者[9]
- 暴れ九庵 第1話「死んでも生きる!」（1984年） - 安松
- 心はロンリー気持ちは「…」（1984年）
- 特命刑事ザ・コップ 第1話「一発で死とめろ!」（1985年）
- ただいま絶好調! 第8話「涙のリクエスト」（1985年）
- 誇りの報酬 第30話「濡れた舗道に咲いたバラ」（1986年） - 古美術商
- 長七郎江戸日記（NTV）
  - 第1シリーズ
    - 第68話「御赦免船の男」（1985年）- 早耳の銀三
    - SP6「風雲!旗本奴と町奴」（1986年） - 放れ駒四郎兵衛　　　　
    - SP7「血闘　荒木又右衛門」（1986年）- 銀平
- 西田敏行の泣いてたまるか 第8話「父ちゃんはタクシードライバー」（1986年、TBS）
- 銭形平次 第5話「江戸っ娘気質」（1987年、NTV） - 松助 ※風間杜夫版
- 若大将天下ご免!（1987年）
  - 第10話「女壺振り、一天地六の仇討ち!」 - 勘十
  - 第22話「純情手裏剣、鬼ごろし!」 - 藤兵衛
- 三匹が斬る! シリーズ（ANB）
  - 三匹が斬る! 第4話「赤トンボ、花嫁行列通りゃんせ」（1987年）- 権六
  - また又・三匹が斬る! 第20話「献上の、茶壺に幽霊現れた!」（1991年） - 武蔵屋伝兵衛
  - ニュー・三匹が斬る! 第17話「藍玉に、惚れた阿呆と盗る阿呆」（1994年）
- ドラマ女の手記「温泉仲居物語7・堂ヶ島 めぐり逢い」（1987年）
- ベイシティ刑事 第13話「殺し屋たちの危険な大運動会」（1988年）
- 女性作家サスペンス「Mの悲劇」（1988年1月、KTV / 東海映画社）
- 名奉行 遠山の金さん（ANB / 東映）
  - 第1シリーズ 第8話「ひょっとこ面の女」（1988年） - 弁天の政五郎
  - 第2シリーズ 
    - 第1話「帰ってきた桜吹雪」（1989年） - 西海屋
    - 第20話「（秘）大奥の女殺人者」（1989年） - 井筒屋

  - 第4シリーズ 第7話「狙われた生き証人」（1992年） - 木村平蔵
  - 第5シリーズ（1993年）
    - 第1話「桜吹雪が泣いた!」 - 仁吉
    - 第23話「笹舟の謎!歩いてきた幽霊」 - 茂造

  - 第6シリーズ 第7話「夫に怯える美人妻」（1994年） - 利平
  - 第7シリーズ 第6話「集団スリ 美しい未亡人裏の顔」（1995年） - 鞍三
  - 金さんVS女ねずみ 第5話「たった一人の忠臣蔵」（1998年）- 文蔵
- さすらい刑事旅情編
  - 第1シリーズ 第1話「寝台特急北斗星の殺意」（1988年）
  - 第2シリーズ 第21話「車窓から見た殺人風景・消えた死体」(1990年）
  - 第3シリーズ 第5話「ツイてない男・愛犬が暴く完全犯罪」（1990年）
  - 第5シリーズ 第6話「疑惑の婚約者・血痕のついた札束」（1992年）
  - 第6シリーズ SP「スイス、アルプス愛と殺意の旅・消えた三億円と二人の女」（1993年）
- 男と女のミステリー
  - 「しらべる女(1)」（1988年、CX）
  - 「しらべる女(2)」（1989年、CX）
- 鬼平犯科帳
  - 第1シリーズ 第9話「兇賊」（1989年） - 文挟の友吉
  - 第3シリーズ 第2話「剣客」（1991年） - 留吉
  - 第5シリーズ 第12話「艶婦の毒」（1994年） - 氷室の庄七
- 機動刑事ジバン 第9話「猫になった子犬」（1989年3月26日） - 獣医（ハイエナノイド人間体）
- 月影兵庫あばれ旅
  - 第1シリーズ 第13話「決闘・無明ヶ原」（1989年） - 吉兵衛
  - 第2シリーズ 第8話「その手は桑名の大捕物!」（1990年） - 伊吉
- 代表取締役刑事
  - 第1話「昨日・今日・明日」（1990年） - ハマケン（バッタ屋の男）
  - 第45話「さよならをもう一度」（1991年） - 浜口
- 参上! 天空剣士 第13話「江戸の怪奇現象」（1990年） - 日輪坊
- 将軍家光忍び旅 第15話「旅人泣かせの船宿退治」（1991年、ANB / 東映）- 儀十
- 八百八町夢日記 第2シリーズ
  - 第2話「私が惚れた男」（1991年） - 菊次
  - 第14話「うたかたの晴れ着」（1992年） - 十左
- 月曜ドラマスペシャル / 忠治旅日記 （1992年） - むじなの欣太
- 妻たちの劇場・泣きっ面に姑III（1992年） - 和尚・瑞憲
- 銭形平次 第3シリーズ 第16話「四人の容疑者」（1993年） ※北大路欣也版
- さむらい探偵事件簿 第9話「酒と泪と親子の絆」（1997年）
- 南町奉行事件帖 怒れ!求馬II 第2話「泣きぼくろの女」（1999年） - 万吉
- ドラマ30「蔵の宿」（2000年） - 増田屋
- 私を旅館に連れてって（2001年） - 殿山元
- 剣客商売 第4シリーズ 第4話「赤い糸」（2003年） - 黒須の富蔵
- 金曜エンタテイメント「刑事調査官 玉坂みやこ」（2003年、CX） - 園田憲吉
- プレミアムステージ / 犬神家の一族（2004年）
- 月曜ミステリー劇場 検事・沢木正夫 第1作（2004年、TBS） - 住職
- 赤い運命（2005年）
- 連続ドラマW（WOWOW / 東阪企画）
  - 終戦60年特別企画「祖国」（2005年）
  - マークスの山（2010年）
- 水曜ミステリー9（BSジャパン / C.A.L.）
  - さすらい署長風間昭平・5（2006年）
  - 芸者小春姐さん奮闘記・5（2008年） - 辰平
  - 逆転弁護士ヤブハラ（2015年） - 南田吉之助
- 金曜プレステージ（CX / 東阪企画）
  - 警部補・佐々木丈太郎・3「密告」（2011年） - 塚本園長
  - 浅見光彦シリーズ・47 平城山を越えた女（2013年） - 堂守
- ヤッさん〜築地発!おいしい事件簿〜 第4話（2016年） - 大旦那

### オリジナルビデオ
- 芝の貴婦人（1992年）
- 妖女伝説セイレーン2（1994年）
- 代打屋トーゴー Trouble#1 高層ビル爆破予告!（1994年）
- 傷だらけの愛（1995年）
- 実録・北海道やくざ戦争 逆縁（2001年） - 洋食屋のおやじ

### テレビアニメ
- 鉄腕アトム (アニメ第1作)（1963年） - ハム・エッグ、ズール博士、スネーク、科学省の科学者A
- ジャングル大帝（1965年） - ミュー
- W3（1965年）
- ジャングル大帝 進めレオ!（1966年） - ミュー

### 劇場アニメ
- カムイの剣（1985年、東映） - ドラスティック船長[10]

### 吹き替え

#### 映画
- 三ばか大将（1963年） - ラリー・ファイン
- 勝利者 The Victors（1963年） - クレイグ軍曹 / イーライ・ウォラック
- ハイゲイト池の怪竜(1966年、NHK) - バート
- 牝牛と兵隊(1966年、NHK) - コリネ<アルベール・レミー>)
- ラインの仮橋　(1968年、NHK) (<シャルル・アズナブール>)
- 親指トム(1969年、NHK) (<テリー・トーマス>)」

#### ドラマ
- 奥さまは魔女 シーズン2 #12（宝石泥棒/ティム・ハーバート）
- 海底大戦争 スティングレイ 海底の罠
- コンバット! #14（ウォルト/フランク・ゴーシン） #81（ギャビン/フランク・ゴーシン）
- 逃亡者　#97, #98 (メキシコ人労働者2<ヴィクター・ミラン>)
- ジャックと豆の木(1968年、NHK) ー鳥

### 人形劇
- ひょっこりひょうたん島（1967年） - イカレポンチA
- ネコジャラ市の11人（1970年） - タメコムX

### ラジオドラマ
- KRラジオ図書館「捕手はまだか」（1985年）

### バラエティ、その他
- アップダウンクイズ - 特別企画「悪役大会」に出演。
- 徹子の部屋
- 森田一義アワー 笑っていいとも! テレフォンショッキング（2001年3月14日、フジテレビ） - 榎木兵衛からの紹介。野猿を紹介。

### 舞台
- 火刑台上のジャンヌ・ダルク（第9回東京芸術祭オペラ公演） - 先ぶれ
- 雨月恋物語（1991年8月、里見浩太朗特別講演） - 大宅家老・党常吉
- 長七郎天下ご免（2000年、里見浩太朗全国縦断特別公演） - 嘉助
- 男の花道（2005年、明治座公演）
- 美(ちゅ)ら島伝説〜暴れん坊将軍スペシャルII（2008年1月、新宿コマ劇場）
- 恋ぶみ屋一葉（2008年10月、博多座公演）
- 釣掘にて（2009年、第12回みつわ会公演） - 和中
- 桜の園（2012年6月、パルコ・プロデュース公演） - 老僕・フィールス

など